# Brennerspoorlijn
De Brennerspoorlijn (Duits: Brennerbahn) is een spoorlijn van Innsbruck in Oostenrijk richting het zuiden, door het Wipptal, via de Brennerpas naar het station Bolzano-Bozen in Italië en zo verder langs de Adige naar Verona.

## Geschiedenis
De spoorlijn werd aangelegd onder leiding van de Zwitserse spoorwegingenieur Achilles Thommen en werd op 17 augustus 1867 geopend. De spoorlijn was na de Semmeringspoorlijn de eerste bergspoorlijn in Oostenrijk. Aan de 127 kilometer lange spoorlijn werd drie jaar gebouwd, onder leiding van ingenieur Karl von Etzel. Hij overleed in 1864 en kon dus de voltooiing niet meer meemaken.
Door de grote groei van het goederenverkeer op de Brennerpas, voldoet de Brennerspoorlijn tegenwoordig niet meer aan de standaarden voor modern spoorvervoer. Bochten, stijgingen en twee verschillende stroomsystemen zorgen voor een lage snelheid. Daarnaast moet de spoorlijn als een schakel gaan functioneren in de as Berlijn-Palermo van het TEN (Trans-European-Network).

## Rollende Landstraße
De Ökombi Gmbh voert de bedrijfsvoering van de Rollende Landstraße (RoLa) in Oostenrijk. De Ökombi Gmbh is een dochteronderneming van RCA AG (goederenvervoerder van de ÖBB). Er rijden dagelijks tot tachtig RoLa-treinen binnen Oostenrijk en van Oostenrijk naar Duitsland, Italië, Slowakije en Hongarije. Er rijden ook RoLa-treinen over de Brennerspoorlijn van Trente (Italië) naar Regensburg (Duitsland).

## Stroomtoevoer
De stroomtoevoer voor de spoorlijn wordt hoofdzakelijk door een krachtcentrale van de Oostenrijkse Spoorwegen (ÖBB) in Fulpmes geleverd.

## Elektrische tractie
Het trajectdeel vanaf Innsbruck Hauptbahnhof tot het plaatsje Brenner is geëlektrificeerd met een spanning van 15.000 volt 16 2/3 Hz wisselstroom.
Het trajectdeel van Brenner naar station Verona Porta Nuova werd geëlektrificeerd met een spanning van 3.000 volt gelijkstroom.
In het station van Brenner bevindt zich een sluis waar beide spanningssoorten gescheiden blijven. Op dit deel is een bovenleiding zonder spanning aanwezig. De elektrische locomotieven worden hier met een diesellocomotief of een elektrische meerspanninglocomotief gerangeerd.

## Brenner-spoorwegtunnel
Om de Brennerspoorlijn geschikt te maken als schakel in het Europese TEN-spoornetwerk is na jaren van politiek debat en voorbereidingen op 18 april 2011 in Innsbruck het besluit wereldkundig gemaakt dat de Brenner-basistunnel tussen het Oostenrijkse Patsch en het Italiaanse Franzensfeste zal worden gebouwd. Op dezelfde dag dat dit besluit officieel bekend werd is aan de Italiaanse zijde een begin gemaakt met de bouwwerkzaamheden van de 55 kilometer lange hoofdtunnel. 
Aan de bouw van de aanlooptrajecten voor de tunnel is al eerder begonnen. Om Innsbruck te omzeilen werd tussen 1989 en 1994 de 12,75 kilometer lange Inntaltunnel gebouwd die het Inntal met het Wipptal verbindt. Ook in het zuiden werden al enkele tunnels gebouwd. De Brenner-basistunnel zal naast goederenvervoer ook voor de HSL-verbinding tussen München en Verona worden gebruikt. Bij Patsch zal de hoofdtunnel worden aangesloten op de bestaande Inntaltunnel waardoor het gehele traject tussen Tulfes en Franzensfeste de langste ondergrondse spoorweg ter wereld zal worden. De bouwkosten voor de nieuwe Brennerspoorlijn, die een schakel vormt in het TEN Priority Project 1, worden op 12 miljard euro geschat, de kosten van de Brenner-spoorwegtunnel zijn voorlopig op bijna 10 miljard euro geraamd.

## Afbeeldingen

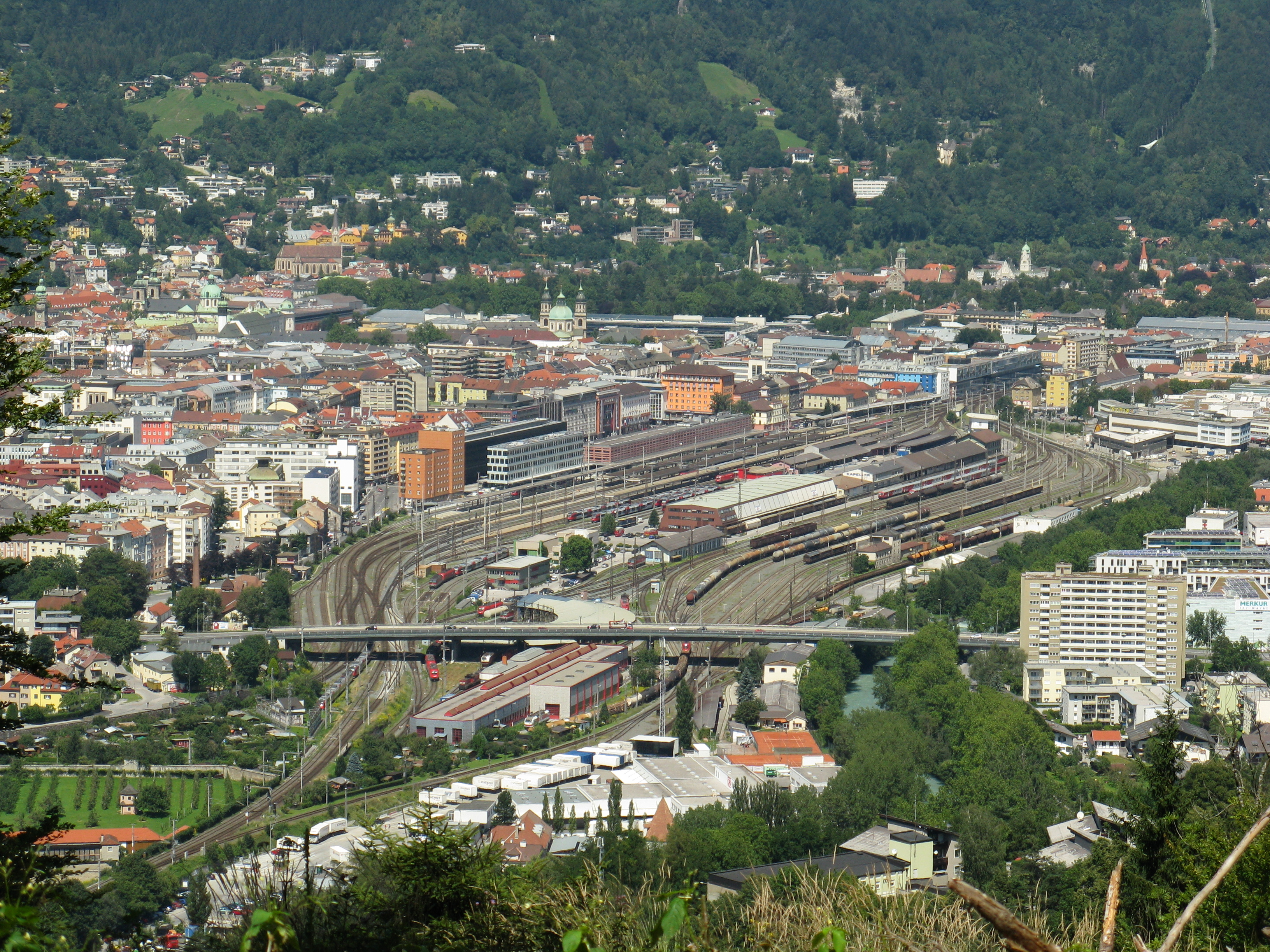
Overzicht Innsbruck Hauptbahnhof
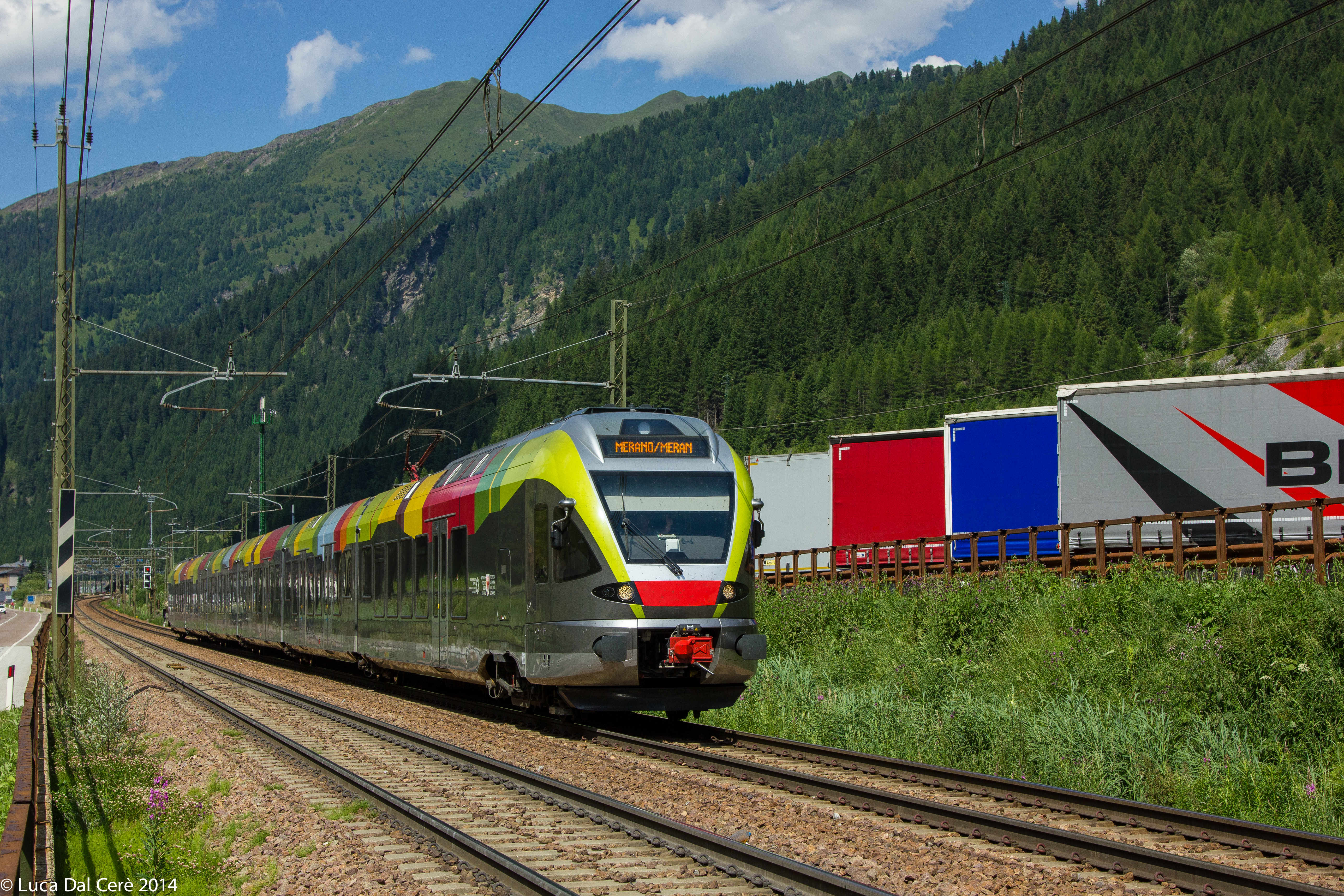
Stadler FLIRT tussen Brennero en Bolzano
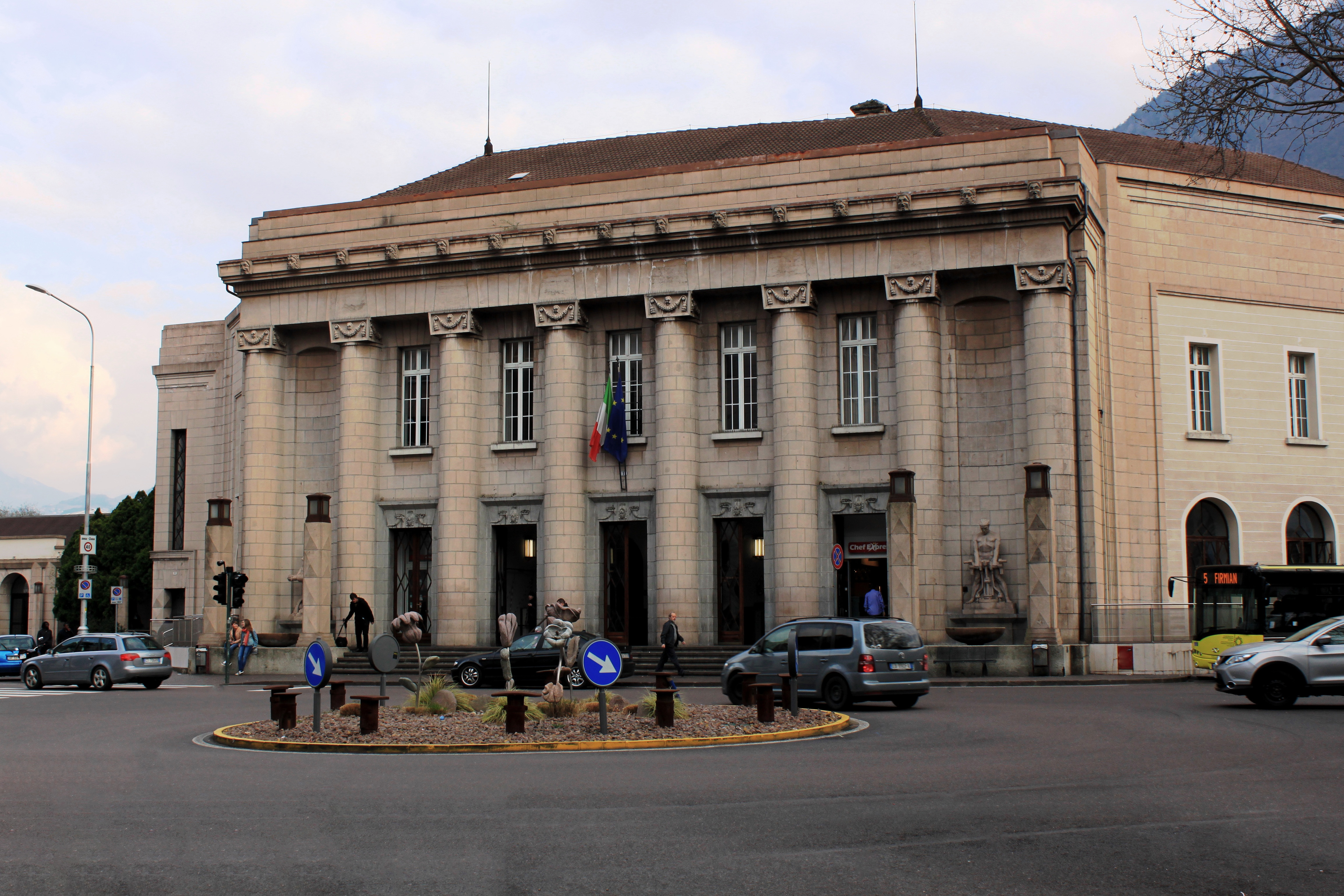
Station Bolzano/Bozen
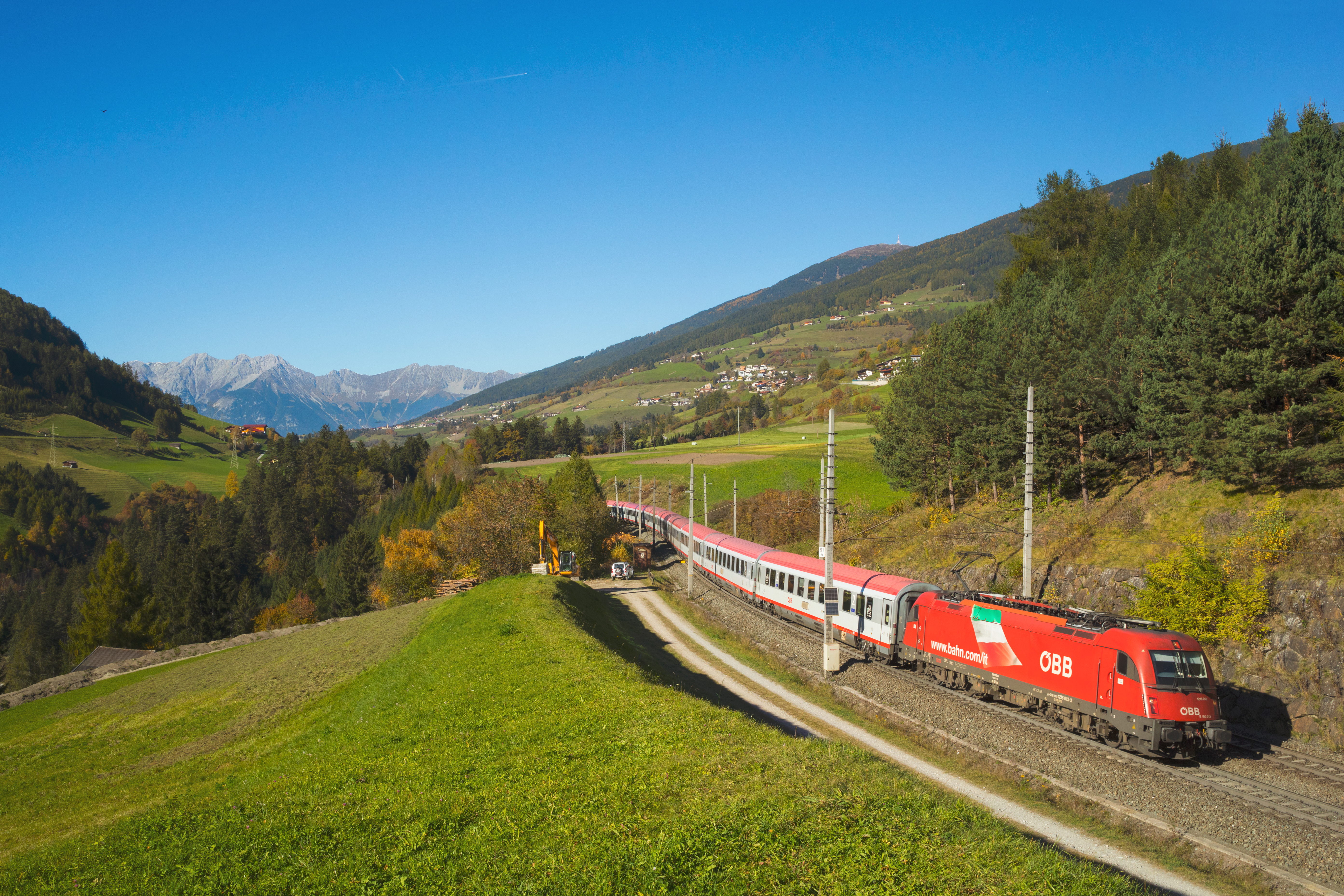
Trein bij Matrei